# Platychilomonas psammobia
A Platychilomonas psammobia a Katablepharida Platychilomonas nemzetségének faja.

## Morfológia
Ovális, 15–20 μm hosszú, 8–12 μm széles, laterálisan összenyomott egysejtű, a Goniomonastól egymással tompa szöget bezáró és sejtszájában található két ostora laterális helyzete különbözteti meg. A nyílás körül két ejektoszómasor található, és a sejtfelszínhez közeli vakuólumhoz csatlakozik. Nincs kloroplasztisza. Zsákmányukat rajzással támadják meg, a kis sejteket csúcsuknál kebelezi be, míg a nagyobbak citoplazmáját mizocitózissal veszi fel.

## Életciklus
Mozgó és nem mozgó állapota van. Előbbiben gyorsan úszik, ezt Larsen és Patterson nem figyelték meg részletesen, míg utóbbiban az aljzathoz rögzül egyik ostorával, míg a másik összetekeredik. Rajzása és úszása a Katablepharis-fajokhoz és a Leucocryptos marinához hasonló.

## Történet
1990-ben fedezték fel Jacob Larsen és David J. Patterson a Fidzsi-szigeteki Laucala-öbölben, de a Wadden-tengerben, a Severn-torkolatnál és Pembrokeshire-ben is megtalálták.
1994-ben Corliss a protiszták hierarchikus rendszerezésében a Proterozoea osztály Cyathobodonida rendjébe sorolta,:12 míg 2002-ben Lee a Katablepharidaceae csoportba.:136

## Élőhely
Kozmopolita, vízfelszínen és bentoszon is megél.